# Tišnov
Tišnov (niem. Tischnowitz) − miasto w Czechach, w kraju południowomorawskim. Według danych z 31 grudnia 2003 powierzchnia miasta wynosiła 1 713 ha, a liczba jego mieszkańców 8 227 osób.

## Demografia
| Rok             | 1970  | 1980  | 1991  | 2001  | 2003  |
| --------------- | ----- | ----- | ----- | ----- | ----- |
| Liczba ludności | 6 939 | 9 090 | 8 563 | 8 304 | 8 227 |

Źródło: Czeski Urząd Statystyczny

## Miasta partnerskie
- Moldava nad Bodvou
- Sered'
- Sulejów